# Stade de Galgenwaard
Le Stade de Galgenwaard (en néerlandais: Stadion Galgenwaard) est un stade de football néerlandais situé à Utrecht. 
Ce stade de 24 426 places accueille les matches à domicile du FC Utrecht et accueillit également la finale de la Coupe du monde de football des moins de 20 ans 2005.

## Événements
- Coupe du monde de football des moins de 20 ans 2005